# 宾夕法尼亚州州长
賓夕法尼亞州州長（英語：Governor of Pennsylvania），正式名稱為賓夕法尼亞聯邦州長（英語：-{Governor of the
Commonwealth of Pennsylvania}-），簡稱賓州州長，是美國賓夕法尼亞州的行政首長，也是賓夕法尼亞州國民警衛隊總司令
州長有責任執行州法律，並有權批准或否決賓夕法尼亞州議會并召集立法机关。
賓夕法尼亞州共有7位總統和48位州長，其中兩位州長（羅伯特·E·帕蒂森和吉福德·平肖）非連續任期，兩任合計55屆。任期最長的是第一任總督湯瑪斯·密夫林，他除了擔任兩年大陸會議主席外，還擔任了三屆完整的州長任期。任期最短的是小約翰·C·貝爾，他在前任愛德華·馬丁（Edward Martin）辭職後僅擔任代理州長19天。
現任州長是乔什·夏皮罗，於2023年1月17日上任。

## 州長
宾夕法尼亚州是最初的十三殖民地之一，于1787年12月12日被接纳为一个州。在宣布独立之前，宾夕法尼亚是大不列颠王国的殖民地。

## 外部連結
- Office of the Governor of Pennsylvania （页面存档备份，存于）（英文）
- Pennsylvania Politicals（英文）